# A.L.C.Atlantis
A.L.C.Atlantis有限会社（英文社名；A.L.C.Atlantis Inc.）は、かつて東京都港区に本社を置いていた日本の芸能プロダクション。

## 概要
1996年（平成8年）6月設立。2004年（平成16年）10月に有限会社化。事務所のサイトは、株式会社プロシードと株式会社スイートルームが制作していた。かつては、東京都港区麻布十番1-3-8 エフプラザ701、次いで同麻布十番2-12-4 AZABU PARKHAUS602、廃業時には同東麻布2-22-5に事務所を構えていた。
2023年（令和5年）8月31日、同社公式サイトに代表取締役吉田晏子名義の「営業終了のお知らせ」が掲載され、同日限りでの廃業、および所属俳優が他事務所に移籍する旨が発表された。同日、所属タレントの大東駿介が自身のInstagramアカウントでインスタライブを行い、廃業の主な原因が社長のコロナ後遺症であることを明かした。
同年10月25日、東京地方裁判所より破産手続き開始決定を受けた。

## 主な所属タレント
※2023年8月31日廃業時
- 大東駿介
- 内倉憲二
- 伊藤麻実子
- 生越千晴
- 江戸川じゅん兵
- 上野なつひ
- 片山幸人

## 主な過去の所属タレント
- 小野花梨
- 大久保麻理子
- 大坂美優
- 坂田遥香
- 武田航平
- つぶらまひる
- 中神円
- 野村涼乃
- 萩尾圭志
- 浜丘麻矢
- 東田真琴
- 冨家規政
- 町井祥真
- 水川あさみ
- 村川翔一
- 山口紗弥加
- あべけいこ

## 関連会社
- エーワン株式会社（英文社名；A' One Inc.）[6][7][8]

本店又は主たる事務所の所在地　東京都港区東麻布2丁目22番5号 AzabuEastCourt 1階
旧所在地　東京都港区麻布十番2丁目12番4号 AZBUPARKHUSE 602
設立年月日　2007年9月27日
資本金　1250万円
代表者　代表取締役社長　吉田晏子
業務内容　アクセサリーブランドやバスソルトの販売。新商品の企画・開発・製作・販売。物品の輸出入・販売。ブランドの企画・運営サポート。タレントマネジメント業務。広告宣伝に関する企画立案・代行業務。書籍の企画・代理業務。